# Anthocoris sarothamni
Anthocoris sarothamni is een wants uit de familie van de bloemwantsen (Anthocoridae). De soort werd het eerst wetenschappelijk beschreven door Douglas & Scott in 1865.

## Uiterlijk
De variabel gekleurde bloemwants is macropteer (langvleugelig) en kan 3 tot 3.5 mm lang worden. Het binnenste deel van de voorvleugel langs het scutellum, de clavus is mat. Het lichaam is zwart tot bruinachtig aan de voorkant en zwart aan de achterkant. Het uiteinde van het verharde deel van de voorvleugels, de cuneus, is zwart. Het donkere doorzichtige gedeelte van de voorvleugels heeft een witte vlek aan het begin en aan de zijkant (soms meerdere). Normaliter zijn de vleugels over elkaar gevouwen en zijn dus drie grote witte vlekken te zien. De kop, het halsschild en het scutellum zijn zwart, net als de pootjes. Het onderste deel van de schenen is soms bruin. De antennes zijn ook zwart, soms is het onderste deel van het tweede segment lichter.

## Leefwijze
De soort overwintert als volwassen wants, in de peulen van brem of onder boomschors van bomen in de buurt. Als de omstandigheden gunstig zijn is er soms een tweede generatie per jaar. De volwassen dieren van de nieuwe generatie kunnen tussen juni en augustus gevonden worden op brem, waar ze leven van bladluizen en bladvlooien.

## Leefgebied
De wants is in Nederland redelijk zeldzaam, in het zuiden is de wants algemener. Het verspreidingsgebied loopt van west-Europa tot in Polen, van Griekenland tot Noord-Afrika en de Canarische eilanden.